# Ichnanthus
Ichnanthus és un gènere de plantes de la família de les poàcies, ordre de les poals, subclasse de les commelínides, classe de les liliòpsides, divisió dels magnoliofitins.

## Taxonomia
- Ichnanthus amplus Swallen
- Ichnanthus angustifolius Swallen
- Ichnanthus angustus Swallen
- Ichnanthus annuus Killeen et Kirpes
- Ichnanthus areolatus K. E. Rogers
- Ichnanthus attentuatus K. E. Rogers
- Ichnanthus boliviensis K. E. Rogers
- Ichnanthus brevivaginatus Swallen
- Ichnanthus candicans Doell.
- Ichnanthus confertus K. E. Rogers
- Ichnanthus drepanophyllus Mez
- Ichnanthus exilis K. E. Rogers
- Ichnanthus hitchcockii K. E. Rogers
- Ichnanthus lanceolatus Scribn. et J. G. Sm.
- Ichnanthus latifolius K. E. Rogers
- Ichnanthus leptophyllus Doell.
- Ichnanthus neblinaensis Swallen
- Ichnanthus neesii K. E. Rogers
- Ichnanthus nemorosus (Sw.) Doell.
- Ichnanthus pilosus K. E. Rogers
- Ichnanthus ruprechtii Doell.
- Ichnanthus serratus Swallen
- Ichnanthus tectus Swallen
- Ichnanthus tipuaniensis K. E. Rogers
- Ichnanthus vestitus Swallen
- Ichnanthus wrightii Hitchc.

(vegeu-ne una relació més exhaustiva a Wikispecies)

## Sinònims
Ischnanthus Roem. i Schult., orth. var., 
Navicularia Raddi.